# ويليام راسيل (تربوي)
ويليام راسيل (بالإنجليزية: William Russell)‏ هو تربوي أمريكي، ولد في 28 أبريل 1798 في غلاسكو في المملكة المتحدة، وتوفي في 17 مايو 1873 في لانكاستر في الولايات المتحدة.